# Percy W. Griffiths

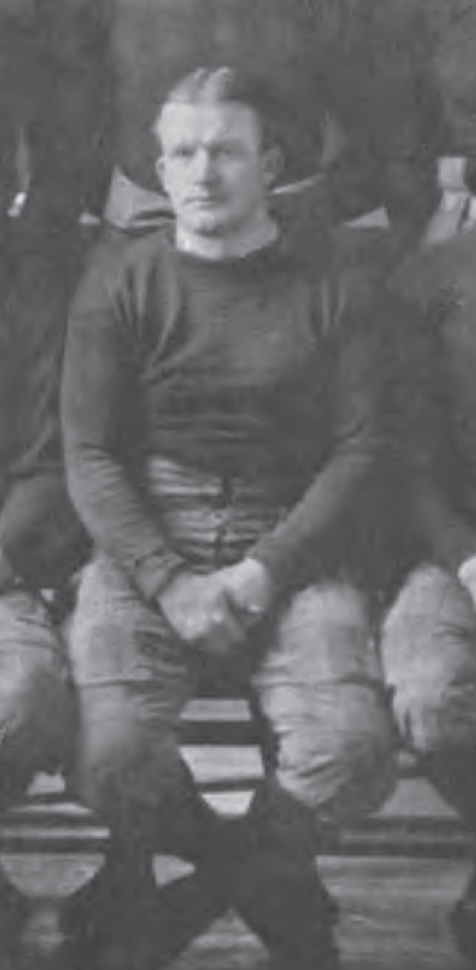
Percy W. Griffiths, 1920

Percy Wilfred Griffiths (* 30. März 1893 in Taylor, Lackawanna County, Pennsylvania; † 12. Juni 1983 in Clearwater, Florida) war ein US-amerikanischer Politiker.

## Leben
Griffiths diente von 1910 bis 1913 und erneut während des Ersten Weltkriegs von 1917 bis 1919 in der United States Navy. Danach besuchte er bis 1921 das Pennsylvania State College und studierte an der Columbia University in New York City. 1930 schloss er sein Studium dort ab. 1922 arbeitete er als Autohändler in Marietta, Ohio und war von 1927 bis 1936 als Footballcoach an verschiedenen Colleges tätig. In den Jahren 1938 und 1939 bekleidete er das Amt des Bürgermeisters der Stadt Marietta.
Griffiths wurde als Republikaner in den Kongress gewählt und vertrat dort vom 3. Januar 1943 bis zum 3. Januar 1949 den Bundesstaat Ohio im US-Repräsentantenhaus. Bei den Wahlen 1948 konnte er sein Mandat nicht verteidigen. Griffiths wurde nun wieder als Automobilhändler tätig und arbeitete in dieser Branche bis zu seiner Pensionierung Juni 1961.